# 傑伊蘭珀納爾
傑伊蘭珀納爾是土耳其的城鎮，由尚勒烏爾法省負責管轄，位於該國東南部，毗鄰與敘利亞接壤的邊境，面積2,003平方公里，海拔高度398米，受半乾旱氣候影響，每年平均降雨量399毫米，2008年人口43,718。